# Гуляев, Василий Анатольевич
Гуляев Василий Анатольевич  (01 января 1943 — 5 июля 1992) — советский и украинский учёный в области технической диагностики и надежности систем, Доктор технических наук (1979), профессор (1984)

## Биография
Гуляев Василий Анатольевич  родился 02. 01. 1943 в пгт. Яма Донецкой области. Окончил. Харьков. политех. институт (1965). В 1968 г. защитил кандидатскую диссертацию:
- Разработка и исследование принципов построения и расчета систем контроля управляющих цифровых вычислительных машин промышленного назначения : диссертация . кандидата технических наук  05.00.00 / В.А. Гуляев. - Киев, 1970. - 269 с. : ил.[1] :

Доктор технических наук (1979), профессор (1984).
В 1979 г. защитил докторскую диссертацию:
- Организация комплексных систем диагностирования вычислительных машин и систем [Текст] :  : 05.13.13. - Ленинград : [б. и.], 1978. - 51 с.

Работал в системе АНУ: в Институтах кибернетики (1966-71), электродинамики (1971-81): зав. лаб. тех. диагностики вычислит. систем (1976-79), заведующий отделом тех. диагностики электрон. систем (1979-81), проблем моделирования в энергетике (1981-92)
зав.  отдела технической диагностики  Института проблем моделирования в энергетике Украины им. Пухова Г. Е.
Внес значительный вклад в основание и становление Института проблем моделирования в энергетике Украины им. Пухова Г. Е., был первым ученым секретарем института.
По совм. с 1983 - профессор кафедры основ вычислит. техники Киев. института инженеров гражданской авиации.
Основное направление научных исследований - развитие теории электрон. моделирования для решения задач тех. диагностики в электронике и энергетике. Автор 198 научных работ в области технической диагностики, математического моделирования и надежности сложных технических систем.
Полученные Гуляевым В. А. результаты находятся в русле фундаментальных исследований в этом направлении, в частности академиками И. А. Глебовым , К. С. Демирчяном.

#### Основные труды
Проектирование оптимальных систем контроля цифровых управляющих машин. 1971; Киев
Алгоритмы выбора структур систем поиска неисправностей в ЭВМ. 1977; Киев
Техническая диагностика управляющих систем. 1983;
Методы и средства обработки диагностической информации в реальном времени. 1986 (соавтор);  Киев.
Диагностическое обеспечение энергетического оборудования / [В. А. Гуляев, В. М. Иванов]. — Киев : ИЭД, 1982.

#### Некоторые труды Василия Анатольевича Гуляева
•	«Методы и средства обработки диагностической информации в реальном времени» (1986);
•	«Техническая диагностика управляющих систем» (1983);
•	«Организация систем диагностирования вычислительных машин» (1979);
•	«Идентификация и диагностика электронных устройств и систем» (1981) (сборник научных трудов, в котором Гуляев — ответственный редактор);
•	«Поиск дефектов в линейных динамических объектах с использованием машинных методов» (1983) 
(препринт);
•	«Интегрированные экспертные системы диагностирования в электроэнергетике» (1992) (под редакцией Б. С. Стогния
Награды
Премия НАН Украины имени Георгия Федоровича Проскуры  *НАН Украины за выдающиеся научные работы в области энергетики
Грамота Президиума Верховного Совета УССР, 1982
Медаль "В память 1500 летия", Киев, 1983